# Edelényi járás
Az Edelényi járás Borsod-Abaúj-Zemplén vármegyéhez tartozó járás Magyarországon 2013-tól, székhelye Edelény. Területe 717,86 km², népessége 33 025 fő, népsűrűsége 46 fő/km² volt a 2012. évi adatok szerint. Két város (Edelény és Szendrő) és 43 község tartozik hozzá.
Az Edelényi járás a járások 1983-as megszüntetése előtt is mindvégig létezett, és székhelye az állandó járási székhelyek kijelölése (1886) óta végig Edelény volt.

## Települései
| Település        | Rang (2013. július 15.) | Kistérség (2013. január 1.) | Népesség (2012. január 1.) | Terület (km²) |
| ---------------- | ----------------------- | --------------------------- | -------------------------- | ------------- |
| Edelény          | járásszékhely város     | Edelényi                    | 10 019                     | 56,84         |
| Szendrő          | város                   | Edelényi                    | 4 062                      | 53,56         |
| Abod             | község                  | Edelényi                    | 229                        | 31,17         |
| Balajt           | község                  | Edelényi                    | 463                        | 9,03          |
| Becskeháza       | község                  | Edelényi                    | 44                         | 5             |
| Bódvalenke       | község                  | Edelényi                    | 184                        | 6,63          |
| Bódvarákó        | község                  | Edelényi                    | 94                         | 9,22          |
| Bódvaszilas      | község                  | Edelényi                    | 1 005                      | 19,22         |
| Boldva           | község                  | Edelényi                    | 2 331                      | 28,34         |
| Borsodszirák     | község                  | Edelényi                    | 1 199                      | 11,01         |
| Damak            | község                  | Edelényi                    | 234                        | 7,52          |
| Debréte          | község                  | Edelényi                    | 21                         | 9,62          |
| Égerszög         | község                  | Edelényi                    | 43                         | 10,77         |
| Galvács          | község                  | Edelényi                    | 91                         | 15,04         |
| Hangács          | község                  | Edelényi                    | 573                        | 22,53         |
| Hegymeg          | község                  | Edelényi                    | 104                        | 5,7           |
| Hidvégardó       | község                  | Edelényi                    | 507                        | 16,99         |
| Irota            | község                  | Edelényi                    | 67                         | 12,34         |
| Komjáti          | község                  | Edelényi                    | 254                        | 11,08         |
| Ládbesenyő       | község                  | Edelényi                    | 271                        | 10,4          |
| Lak              | község                  | Edelényi                    | 604                        | 19,76         |
| Martonyi         | község                  | Edelényi                    | 374                        | 17,57         |
| Meszes           | község                  | Edelényi                    | 157                        | 11,4          |
| Nyomár           | község                  | Edelényi                    | 327                        | 10,46         |
| Perkupa          | község                  | Edelényi                    | 819                        | 19,39         |
| Rakaca           | község                  | Edelényi                    | 725                        | 19            |
| Rakacaszend      | község                  | Edelényi                    | 338                        | 15,71         |
| Szakácsi         | község                  | Edelényi                    | 132                        | 8,62          |
| Szalonna         | község                  | Edelényi                    | 1 027                      | 20,08         |
| Szendrőlád       | község                  | Edelényi                    | 2 062                      | 17,7          |
| Szin             | község                  | Edelényi                    | 738                        | 18,1          |
| Szinpetri        | község                  | Edelényi                    | 220                        | 9,71          |
| Szögliget        | község                  | Edelényi                    | 606                        | 34,74         |
| Szőlősardó       | község                  | Edelényi                    | 100                        | 10,66         |
| Szuhogy          | község                  | Edelényi                    | 1 184                      | 17            |
| Teresztenye      | község                  | Edelényi                    | 20                         | 8,69          |
| Tomor            | község                  | Edelényi                    | 219                        | 12,89         |
| Tornabarakony    | község                  | Edelényi                    | 15                         | 8,19          |
| Tornakápolna     | község                  | Edelényi                    | 23                         | 4,02          |
| Tornanádaska     | község                  | Edelényi                    | 688                        | 7,83          |
| Tornaszentandrás | község                  | Edelényi                    | 193                        | 15,65         |
| Tornaszentjakab  | község                  | Edelényi                    | 203                        | 28,22         |
| Varbóc           | község                  | Edelényi                    | 46                         | 10,1          |
| Viszló           | község                  | Edelényi                    | 62                         | 11,1          |
| Ziliz            | község                  | Edelényi                    | 348                        | 9,26          |